# Surt (okres)
Surt (arabsky شعبية سرت‎) je jeden okres v Libyi, nacházející se v severní části země a hraničí se zálivem Velká Syrta. Hlavním městem je Syrta.

## Podnebí
Podnebí je mírné středomořské klima. Léta jsou horká, zimy studené. Průměrné roční srážky 200 mm v pobřežních oblastech a 50 mm ve vnitrozemí.

## Hospodářství
Obyvatelstvo se zabývá převážně chovem skotu, velbloudů nebo jsou zaměstnáni v oblasti obchodu a služeb nebo petrochemickém průmyslu.